# Intervención estadounidense en México
La intervención estadounidense en México, llamada también guerra mexicano-estadounidense o guerra de Estados Unidos-México (Mexican-American War, en inglés), fue un conflicto bélico que enfrentó a México con los Estados Unidos entre los años 1846 y 1848 y que desembocó en la pérdida por parte de México de más de la mitad de su territorio anexionado por Estados Unidos. 
La guerra entre México y Estados Unidos es la continuación de la guerra de Texas. El conflicto se inició a consecuencia de las pretensiones expansionistas de los estadounidenses, cuyo primer paso fue la colonización de la provincia mexicana de Texas, la posterior separación de Texas del estado mexicano de "Coahuila y Texas", la creación en 1836 de la República de Texas y finalmente la pretensión a territorios más allá de los límites históricos de la provincia. México jamás reconoció la independencia texana, pero los Estados Unidos con pretensiones expansionistas sí lo hicieron y en 1845 admitieron a Texas como estado de la Unión Americana, heredando con ello dos conflictos: el tema de la incorporación texana y la pretensión de apropiarse de zonas limítrofes no texanas.
La guerra dio comienzo cuando Estados Unidos desplegó en 1846 su ejército en Texas, rebasó su límite histórico del río Nueces, invadiendo el estado mexicano de Tamaulipas donde además inició la construcción de un fuerte al borde del río Bravo del Norte. En consecuencia, el ejército mexicano atacó a los invasores para desalojarles. Por tierra, los estadounidenses avanzaron hasta las inmediaciones de Saltillo. Y en 1847 por mar, en un segundo frente, desembarcaron en Veracruz, desde donde avanzaron para ocupar la capital mexicana. La guerra concluyó con la firma del Tratado de Guadalupe Hidalgo, que estableció que México cedería más de la mitad de su territorio, que comprende la totalidad de lo que hoy son los estados de California, Arizona, Nuevo México, Texas, Nevada, Utah y partes de Colorado, Wyoming, Kansas y Oklahoma. Además, México renunciaría a todo reclamo sobre Texas y la frontera internacional se establecería en el río Bravo. Como compensación, los Estados Unidos pagarían 15 millones de dólares por daños al territorio mexicano durante la guerra.

## Antecedentes
La invasión estadounidense a México tiene en este caso sus antecedentes en las políticas expansionistas de Estados Unidos que desde 1809 se venían observando: la compra de la Luisiana española a Napoleón Bonaparte, que la había adquirido de Fernando de Borbón, en 1803, y la firma del Tratado Adams-Onís, de 1819, con el que España cedió la península de la Florida, son algunos ejemplos.
México logró su independencia y Estados Unidos envió a Joel Robert Poinsett como representante para firmar un tratado de límites llamado Tratado de Velasco, en el cual Estados Unidos intentó infructuosamente anexarse la provincia mexicana de Texas. Posteriormente, se inició un proceso de ocupación pacífica en la que miles de emigrantes estadounidenses, agricultores y aventureros, se fueron estableciendo con o sin permiso de las autoridades mexicanas en esa región; desde 1823, con el permiso del gobierno mexicano, Stephen Austin comenzó a llevar emigrantes anglosajones a Texas. El 25 de agosto de 1829, Poinsett ofreció cinco millones de dólares por el territorio de Texas.
Ya desde 1809 se habían observado pretensiones expansionistas por parte de Estados Unidos. El virrey de la Nueva España (México aún no era independiente) de aquel entonces inició negociaciones con el gobierno de Washington para precisar límites entre la frontera norte novohispana y los Estados Unidos. De esta manera, consideraba que se frenarían los ímpetus de este país. Las gestiones del ya frágil gobierno virreinal español (que en plena guerra de la Independencia española contra Francia iba perdiendo el control sobre sus colonias en América) concluyeron con la firma del Tratado Adams-Onís, por el que España cedió Florida, ya ocupada por tropas estadounidenses; a cambio, los Estados Unidos se comprometieron a no hacer más exigencias territoriales (Francia también les había vendido Luisiana, en 1803). También el gobierno estadounidense había pedido a la Corona española el entrar en territorio novohispano con muchas facilidades a cambio de ser leal a la Corona española, profesar la religión católica y hacer producir las tierras, condiciones que obviamente los estadounidenses desconocieron.
En 1821, México consiguió su independencia de España. Los Estados Unidos deseaban que continuaran las facilidades para la posesión de tierras, que el gobierno mexicano permitió. En 1822, el gobierno estadounidense reconoce a México como nación independiente y envía a Joel Robert Poinsett como representante para firmar un tratado de amistad y comercio. Se firma un tratado de límites, pero el gobierno de Estados Unidos intenta anexar Texas en 1825, ofreciendo un millón de dólares por la compra del estado. La propuesta se elevó a cinco millones dos años después, pero en ambos casos fue rechazada por México.

## Establecimiento de colonos estadounidenses en Texas
Hacia 1834 muchos colonos estadounidenses se habían establecido en Texas, que formaba parte de México, con el permiso del gobierno mexicano; Moses Austin fue uno de los principales promotores de la llegada de inmigrantes anglosajones a Texas. Esta corriente fue alentada y apoyada también por Andrew Jackson, cuyo antiguo colaborador, Samuel Houston, jugó un papel importante en el desenlace de esta invasión pacífica.
A los mexicanos les parecía injusto que los colonos estadounidenses hubieran recibido tierras gratuitas en Texas con unas condiciones que ellos consideraban generosas mientras que a los colonos les resultaban injustas u onerosas, como la prohibición de tener esclavos que era ilegal en México, la obligación de hablar español, convertirse al catolicismo, y además, estaban acostumbrados a impuestos bajos y a una mayor libertad de comercio.Frase incompleta. Cuando se terminó el período de importación libre que les había concedido el gobierno mexicano, se negaron a pagar tributos y apoyaron el contrabando de productos mucho más baratos que traían naves estadounidenses a través del golfo de México. La subida al poder de Antonio López de Santa Anna, que estableció un régimen centralista y pretendía el desarme obligatorio de los colonos, empeoró la situación más adelante.
Algunos prominentes generales, como Manuel Mier y Terán, que era general comandante de los Estados Internos de Oriente, hicieron que el Congreso de México en los tiempos en los que gobernaba Anastasio Bustamante aceptara una serie de propuestas, entre las que figuraban las siguientes:
- Que Texas fuera habitada por españoles mexicanos.
- Establecer el comercio entre Texas y Veracruz, utilizando los puertos de Galveston y Veracruz.
- Construir fortines entre Texas y los Estados Unidos.

## Independencia de Texas

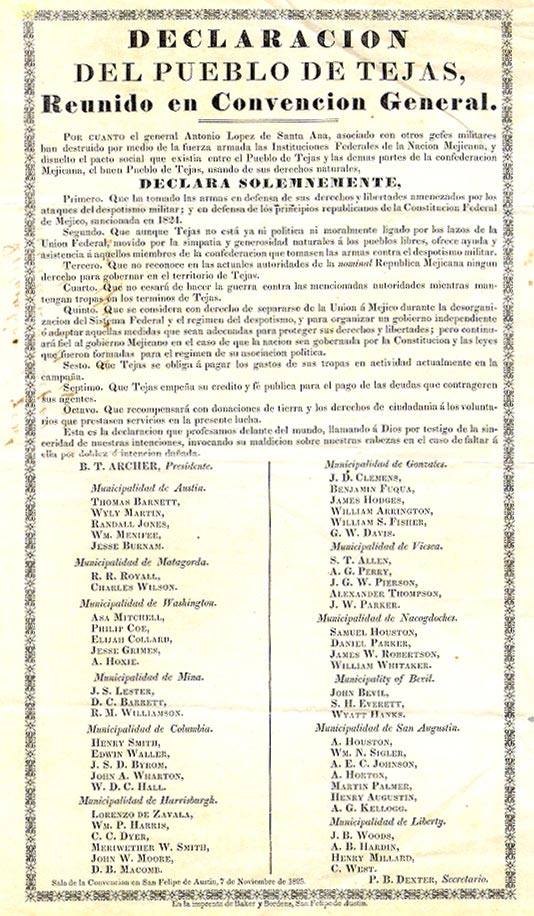
Cartel con la Declaración del Pueblo de Texas, en 1835.

Texas declaró su independencia de México en 1836, habiendo un único mexicano, Lorenzo de Zavala, participante en ella, siendo todos los demás «texanos mexicanos rebeldes» (originarios de varios y diversos estados de Estados Unidos). El general mexicano José Urrea mandó asesinar a alrededor de 1000 rebeldes texanos en Goliad y Coleto. Tras sufrir varias derrotas (la más conocida fue la batalla de El Álamo), los rebeldes vencieron finalmente a las tropas al mando de Santa Anna en la batalla de San Jacinto, capturando al presidente; este firmó en prisión el Tratado de Velasco, en el que reconocía la independencia del nuevo estado y la frontera del río Bravo. México desconoció la validez del Tratado, la independencia de Texas y el nuevo límite fronterizo (el límite entre los estados de Tamaulipas y Texas era el río Nueces). En los años siguientes se produjeron algunas incursiones militares de tropas mexicanas que llegaron a ocupar San Antonio, pero que acabaron replegándose en cada ocasión al sur del río Bravo.
En 1845 Texas ingresó como parte de los Estados Unidos con categoría de estado, y ese evento desencadenó los sucesos que habrían de conducir a la guerra. Ese mismo año crecieron las tensiones entre los dos países sobre estos territorios cuando el gobierno de Estados Unidos ofreció pagar la deuda mexicana a los colonos estadounidenses si México permitía que Estados Unidos le comprara los territorios de Alta California y Nuevo México, siendo rechazada la propuesta por el gobierno mexicano, rompiéndose las relaciones diplomáticas entre ambos países vecinos y se retiró de Washington el representante del gobierno mexicano, Juan Nepomuceno Almonte.
El envío de tropas por el presidente estadounidense James K. Polk al territorio disputado en la frontera texana, entre el río Bravo y el río Nueces, acabó desembocando en el primer enfrentamiento entre tropas de ambos países, que se produjo el 25 de abril de 1846 al norte del río Bravo, en el lugar llamado Rancho de Carricitos, cuando una patrulla estadounidense de 63 hombres, al mando del capitán Seth Thornton, que estaba en misión de exploración ilícita fue emboscada por fuerzas al mando del general Anastasio Torrejón. 
Este enfrentamiento le dio a James Polk el motivo para pedir la declaración de guerra contra México, por lo que el Congreso de los Estados Unidos declaró la guerra a México el 13 de mayo de 1846, lo que le permitiría conservar Texas y apropiarse de los codiciados y ricos territorios de Alta California y Nuevo México como indemnización de guerra. Finalmente se terminaría el enfrentamiento armado y la invasión de casi todo el territorio mexicano con la firma del Tratado de Guadalupe Hidalgo y la desocupación de la capital de México a partir del 2 de febrero de 1848.

Organización territorial de México durante la República Central. Coloreados en rojo, los territorios separatistas.

## Declaración de la guerra

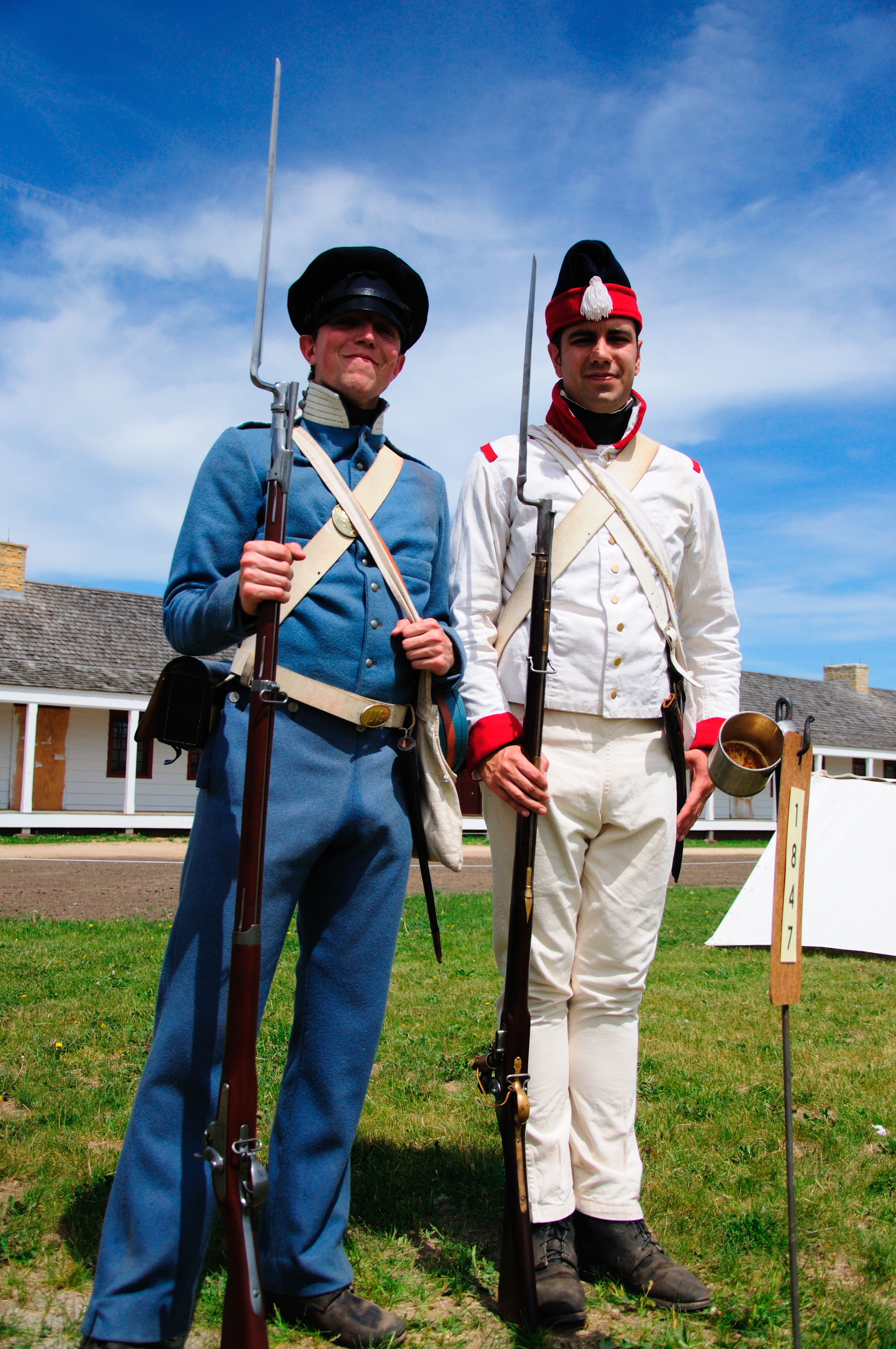
Soldados de los Estados Unidos y México, en aquella época. Reconstrucción.

El gobierno estadounidense hizo caso omiso de la opinión mexicana de que el límite de la frontera sur de Texas era el río Nueces y ordenó al general Zachary Taylor establecer tropas entre los ríos Nueces y Bravo. Para México se trataba de una ocupación de territorio perteneciente a Nuevo Santander, territorio mexicano en esa época, que abarcaba lo que hoy es el Estado de Tamaulipas y el territorio al norte del río Bravo (río Grande) hasta el río de las Nueces. El general Pedro Ampudia envió al general Taylor una carta intimándole a que deshiciera su fuerte y se retirara hasta más allá del río Nueces. La carta fue ignorada, y las tropas estadounidenses avanzaron más al sur, hasta la desembocadura del río Bravo, donde comenzaron a construir el Fuerte Brown.
El primer choque armado se produjo el 24 de abril de 1846 en un lugar llamado Rancho Carricitos, al norte del río Bravo,  en la zona que cada uno de los dos países consideraba suya, cuando una patrulla estadounidense de 63 hombres, al mando del capitán Seth Thornton, que estaba en misión de exploración, fue emboscada por lanceros al mando del general Anastasio Torrejón.
Inmediatamente el presidente Polk solicitó al Congreso una declaración de guerra, iniciando su discurso con las famosas palabras: «Sangre estadounidense ha sido derramada en suelo estadounidense...» (El enfrentamiento se había producido en la zona de territorio que los Estados Unidos reclamaban como propio). El congreso de los Estados Unidos declaró la guerra el 13 de mayo de 1846. Los estadounidenses norteños y los whigs (republicanos) en general se opusieron a la guerra, mientras que los sureños esclavistas y los demócratas la apoyaron. Por su parte, el general Taylor desató las hostilidades incluso sin haber recibido la noticia de la declaración de guerra formal entre los dos países, y así presentó batalla a los mexicanos al mando de Arista en Palo Alto y en Resaca de la Palma o Resaca de Guerrero, el 8 y 9 de mayo.
México declaró la guerra diez días después, el 23 de mayo de 1846, enfrentando así una situación para la que no estaba preparado ni económica ni militarmente, con un ejército que resultó no estar siempre equipado para el combate. Y, según el historiador Vicente Riva Palacio, en su obra México a través de los siglos, citado por Humberto Mussachio, «sus jefes, más preocupados por obtener empleos bien remunerados y otros privilegios, principalmente Santa Anna, actuaron, 'con sus excepciones', impulsados por la cobardía, avaricia y la traición».
En el diario oficial del Gobierno de México, se enumeraban las causas de la declaración de guerra a los Estados Unidos en los siguientes términos:

«Primero. La nación mexicana por su natural defensa, se halla en estado de guerra con los Estados Unidos de América, por haber favorecido abierta y empeñosamente la insurrección de los colonos de Tejas contra la nación que los había acogido en su territorio y cubierto generosamente con la protección de sus leyes por haber incorporado al mismo territorio de Tejas, a la Unión de dichos Estados por acta de su congreso, y sin embargo de que perteneció siempre y por un derecho indisputado a la nación mexicana, y de que lo reconocieron como mexicano por el tratado de límites de 1831; por haber invadido el territorio del departamento de Tamaulipas con un ejército; por haber introducido tropas de la península de Californias; por haber ocupado la margen izquierda del Río Bravo; por haberse batido sus armas con las de la República en los días 8 y 9 de mayo del presente año; por haber bloqueado los puertos de Matamoros, Veracruz y Tampico de Tamaulipas, dirigiendo sus fuegos sobre las defensas de estos.
»Segundo. El gobierno, a consecuencia del estado de guerra, provocada, iniciada y mantenida por los Estados Unidos de América, dictará todas las medidas necesarias para que se sostenga con la energía que corresponde a los derechos y dignidad de la nación.
»Tercero. El gobierno disfrutará de todas las facultades necesarias en el ramo de guerra, para hacerla efectiva, pronta y eficaz contra los Estados Unidos de América que la han provocado, iniciado y sostenido.»
16 de junio de 1846.

## La invasión de California

### Efímera República de California

La bandera del oso

La República de California, también llamada la República de la Bandera del Oso, fue un estado surgido a raíz de la sublevación llevada a cabo por los colonos californianos, la mayoría de origen estadounidense, el día 14 de junio de 1846, en la ciudad de Sonoma, en contra de las autoridades de la hasta entonces provincia mexicana de Alta California.
La guerra entre los Estados Unidos y México había sido declarada el 13 de mayo de 1846, pero esta noticia no se supo en California hasta mediados de julio de 1846. Sin embargo, ante rumores de una supuesta acción del gobierno mexicano contra los colonos en el territorio, un grupo de trescientos hombres armados se apoderó de la ciudad de Sonoma, enarbolando una bandera blanca con un oso y una estrella (la "bandera del oso") para simbolizar el nacimiento de la República de California, independiente de México. El uso de esta bandera originó el nombre de la revuelta: "Rebelión de la bandera del oso", apodándose "bear flaggers" a sus promotores.
Ese mismo día 14 de junio, los sublevados capturaron al anterior comandante mexicano de California del Norte, el general Mariano Guadalupe Vallejo, quien era el líder de la compañía militar estacionada en el Presidio de Sonoma. Enviado al Fuerte Sutter, fue encarcelado el 1 de agosto de 1846. El primer y único presidente de la efímera República fue el pionero estadounidense William B. Ide, cuya presidencia duró veinticinco días.
En abril de 1846, siendo inminente el inicio de la guerra, el gobierno federal envió al coronel Rafael Téllez al frente de un numeroso cuerpo militar, muy bien equipado, para que se embarcara con destino a la Alta California y ayudara a la defensa del territorio, muy codiciado por los Estados Unidos. Pero al llegar a Mazatlán, Téllez se rebeló contra el presidente Mariano Paredes de Arrillaga y se quedó en Sinaloa, donde en complicidad con los comerciantes extranjeros estableció un cacicazgo en la parte sur del estado y la sustrajo de la obediencia al gobierno local. Mientras esto ocurría, la escuadra estadounidense del Pacífico desembarcaba marines en Alta California (julio de 1846) los cuales, tras una lucha violenta, lograron vencer a los colonos mexicanos, abandonados a sus propias fuerzas, pues además de que Téllez se sublevó en Mazatlán, otro destacamento enviado por Acapulco fue retenido en esa comarca por el cacique Juan Álvarez.1

### Resistencia a la invasión
Destacó la resistencia organizada en Los Ángeles, luego del sitio a dicha población y como consecuencia de los abusos y crímenes cometidos en él por los invasores; esta ciudad era el punto de llegada de las migraciones venidas de Sonora, Sinaloa y Durango, así como el principal centro de conexión en la entidad con el resto del país, razones por las cuales estaba asentado de mejor manera un sentido de pertenencia y movilización para la defensa del territorio mexicano. El 23 de septiembre de 1846 un grupo de pobladores encabezados por Sérbulo Várela se levantaron en armas contra los ocupantes estadounidenses al atacar una guarnición de los ocupantes en el poblado angelino; posteriormente, ya organizados, tomó el mando el capitán José María Flores; el resultado fue expulsión de los invasores tres días más tarde. La población insurrecta asumió el control de Los Ángeles y organizó un efímero gobierno popular. Este emite una proclama el día 24, en la que declara la lealtad de la Alta California al gobierno mexicano; se declara la guerra a los invasores; establece las bases para la movilización armada; el uso de todas las propiedades usurpadas por los invasores como fuente de ingresos para pagar la resistencia armada. La victoria en la Batalla de Chino el 30 de septiembre resultó significativa, pues fue la única en una ciudad de importancia (Los Ángeles), en los territorios del extremo norte mexicano. El 8 de octubre se produjo el contraataque invasor, pero fue vencido por el capitán José Antonio Carrillo en la batalla del Rancho Domínguez.
Un poco más al sur, nuevos brotes de resistencia se generaron, siendo notorio el de San Diego, lugar donde las tropas estadounidenses, expulsadas de Los Ángeles, Santa Barbara y San Luis Obispo, se reagrupaban. La Batalla de San Pascual (cuyo triunfo se adjudica, según la fuente, cada bando), fue un punto de inflexión, pues los soldados estadounidenses, hechos prisioneros, realizaron un trabajo de sedición entre quienes los custodiaban; el resultado fue una notoria división entre los distintos grupos que combatían a los invasores. Esto hizo inadvertida la llegada de refuerzos estadounidenses y el eventual reacomodo de su fuerzas para llevar a cabo el último asedio al mayor punto de combate, Los Ángeles; en el tramo se presentaron relevantes combates en las batallas de Santa Clara y Río San Gabriel. La resistencia en Los Ángeles y los pueblos aledaños se mantuvo hasta la derrota a manos del general Stephen Kearny, el 9 de enero de 1847 en la Batalla de La Mesa.
Otros enfrentamientos militares notables de la conquista incluye la batalla de San Pascual en el sur de California, así como la batalla de Olómpali y la batalla de Santa Clara en el norte de California. Tras una serie de batallas defensivas en el sur, los californios firmaron el tratado de Cahuenga el 13 de enero de 1847, asegurándose la censura y estableciendo de facto el control estadounidense en California.
En el caso de Nuevo México, grupos conspiradores encabezados por Tomás Ortiz y Diego Archuleta, se organizaron contra los invasores desde mediados de 1846, pero las traiciones de grupos colaboracionistas postergó cualquier alzamiento. El 19 de enero de 1847, en diversas poblaciones estallan los movimientos de resistencia contra la invasión, de la misma forma que en Alta California, con un componente de movilización popular, entre ellas la Revuelta de Taos en la que participaron poblaciones indígenas; batallas importantes de esta resistencia fueron las de Cañada, Mora, Paso del Embudo y la derrota mexicana en el Sitio del Pueblo de Taos; un último intento de insurrección infructuoso ocurrió en la Batalla de Las Vegas el 6 de julio de 1847.

## Batallas

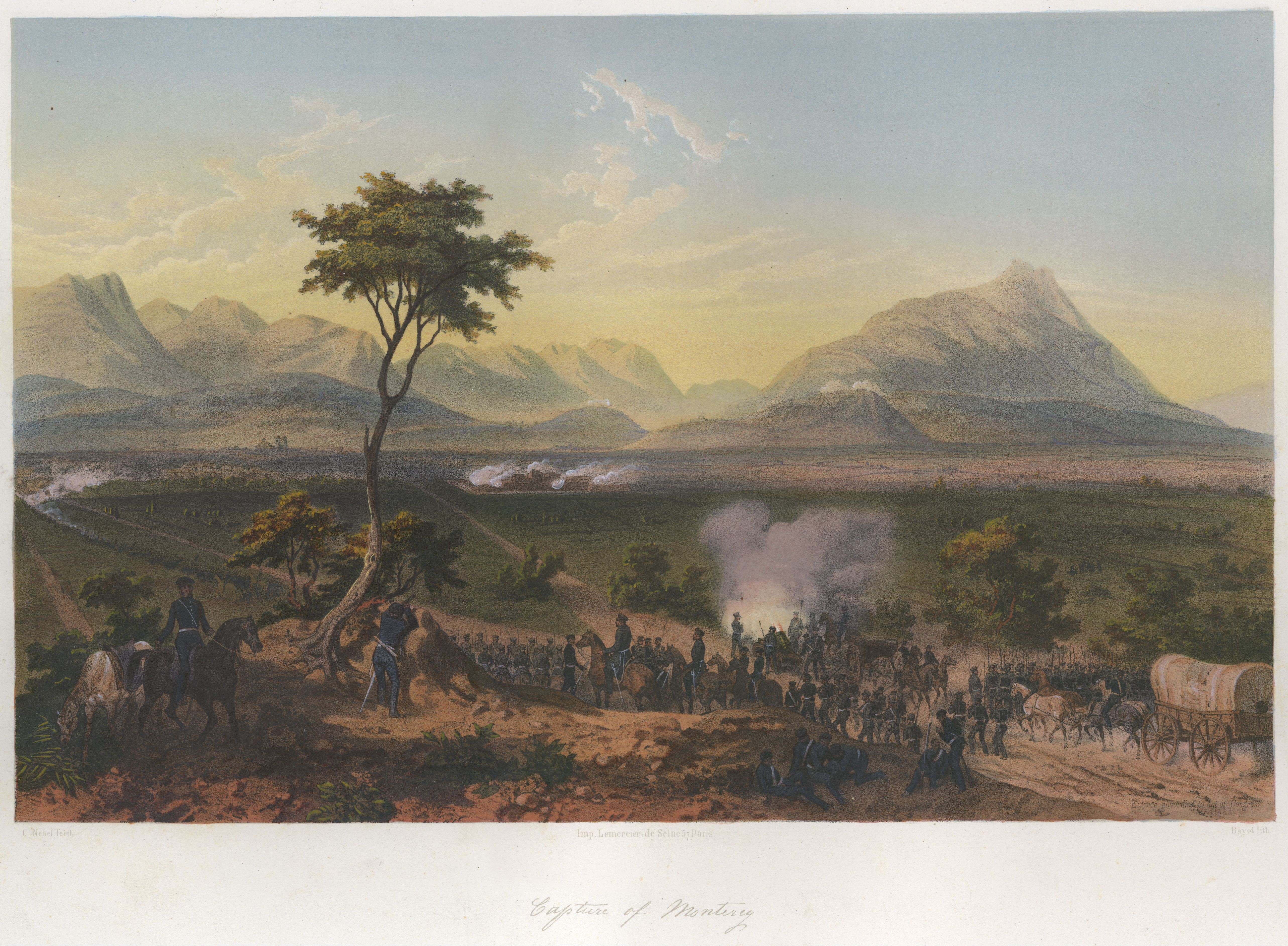
Batalla de Monterrey

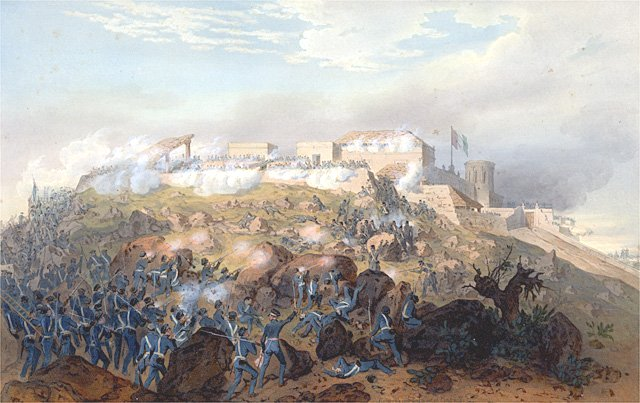
Batalla de Chapultepec

Después de las declaraciones de guerra, las fuerzas estadounidenses invadieron territorio mexicano en diversos puntos. En el Pacífico, la fuerza naval al mando de John D. Sloat fue enviada para ocupar California y reclamarla para Estados Unidos, debido a preocupaciones de que Gran Bretaña también intentase ocupar el área. Sloat se alió con colonos anglosajones del norte de California quienes previamente habían declarado una República Independiente de California y habían ocupado varias ciudades clave.
El gobierno de Estados Unidos ordenó a su ejército atacar los siguientes puntos de México: Tamaulipas, Nuevo León, Coahuila y otros puntos hacia el sur. También invadió Monterrey (Alta California). Por otra parte, se bloquearon los puertos de Tampico, Frontera Carmen, Guaymas, Mazatlán y San Blas, entre otros.
El 7 de agosto de 1846, el comodoro estadounidense David Connor intentó sin éxito tomar el Puerto de Alvarado, Veracruz. El 15 de octubre de 1846 volvería a fracasar en el empeño en la batalla del fuerte Santa Teresa, también en el municipio de Alvarado.
Mientras tanto, las tropas del ejército de Estados Unidos (bajo el mando de Stephen W. Kearny) ocuparon Santa Fe (Nuevo México); posteriormente Kearny condujo una pequeña tropa a California, donde, después de algunos reveses iniciales, se unió con las fuerzas navales bajo el mando de Robert F. Stockton para ocupar San Diego y Los Ángeles.
La fuerza principal guiada por Taylor continuó a través del río Bravo hacia la capital, derrotando a las fuerzas de Pedro Ampudia en la batalla de Monterrey en septiembre de 1846, tras una fiera resistencia de los regiomontanos que soportaron durante varias semanas el sitio impuesto por el ejército invasor.

### Primera Batalla de Tabasco
El 23 de octubre de 1846, las tropas estadounidenses a bordo de 7 buques al mando del comodoro Matthew C. Perry, tomaron el puerto de Frontera, Tabasco que se encontraba sin guarnición, y el 25 de octubre enfilaron sobre la capital del estado San Juan Bautista (hoy Villahermosa), emplazando a las autoridades tabasqueñas a rendirse, solicitud que fue rechazada por el gobernador Juan Bautista Traconis, iniciando así la Primera Batalla de Tabasco, la que terminó el 26 por la tarde con una victoria de las fuerzas tabasqueñas, siendo esta una de las pocas batallas ganadas por México en esta guerra. Los estadounidenses se retiraron hacia el puerto de Frontera iniciando un bloqueo para impedir la entrada de víveres y bastimentos para las tropas tabasqueñas.
El gobernador Juan Bautista Traconis solicitó al gobierno mexicano apoyo con pertrechos de guerra, pero al no recibirlos, el 9 de noviembre declaró a Tabasco separado de la nación mexicana. Sin embargo el 8 de diciembre, se levantó en la capital del estado un acta rectificando la separación.
Al mismo tiempo el Estado de Yucatán se independizó por segunda vez y se produjo un levantamiento federalista en Ciudad de México, derrocándose el gobierno de Mariano Paredes y propiciándose el regreso de Santa Anna de su exilio cubano en diciembre de 1846, estableciéndose un nuevo gobierno con Valentín Gómez Farías como vicepresidente y después como presidente. El expresidente de México Valentín Canalizo fue nombrado Ministro de Guerra y Marina (Ministro de la Defensa) el 24 de diciembre de 1846.

### Batalla de la Angostura
Santa Anna marchó personalmente hacia el norte para enfrentarse a Taylor en la batalla de la Angostura, conocida en Estados Unidos como batalla de Buena Vista, el 22 y 23 de febrero de 1847. A pesar de ir ganando la batalla, al caer la noche Santa Anna interrumpió el combate declarándose vencedor y emprendió una inmediata retirada (muy discutida y criticada por la historiografía mexicana) que en la práctica equivalió a una derrota y que sorprendió al mismo Taylor. Lo no discutible es que la invasión se detuvo en este punto.
Santa Anna dejó a Gómez Farías como presidente del país con la encomienda de que hiciese acopio de recursos para afrontar la guerra. A tal efecto en enero de 1847 se emite una ley que autorizaba al gobierno federal a apropiarse de los bienes de la Iglesia por valor de 15 millones de pesos. Ante esta ley, el pueblo y el clero se levantaron en armas en Ciudad de México hasta el punto de que la muchedumbre enardecida impidió que Gómez Farías pudiera salir del Palacio Nacional. Frente a esta situación, Santa Anna se vio obligado a abandonar temporalmente las acciones. Ya en Ciudad de México, anuló el decreto a cambio de una aportación «voluntaria» del clero por 100 mil pesos.

### Toma del puerto de Veracruz
Mientras tanto, en vez de reforzar las tropas de Taylor para un avance continuo, el presidente Polk abrió un segundo frente, mandando un ejército bajo el mando del general Winfield Scott en marzo de 1847 que se transportó por mar, con parte de las fuerzas de Taylor, al puerto de Veracruz, para iniciar la invasión del centro de México. El expresidente y Ministro de la Defensa, el general Valentín Canalizo, entró al frente de la División del Este en Veracruz, pero Canalizo ya tenía diferencias de estrategia militar con Santa Anna en cuanto a la defensa del territorio mexicano, pues los estadounidenses venían armados con buenas bombas y tenían comprados a espías mexicanos como apoyo estratégico.
Scott ganó el puerto de Veracruz tras un cruento bombardeo donde murieron muchos civiles y marchó hacia la Ciudad de México con ayuda de la Mexican Spy Company («Compañía de espías mexicanos»), un grupo de mexicanos que apoyaron al lado estadounidense y actuaron como guías, ayudando a ganar la batalla de Cerro Gordo.

### Caída de Villahermosa

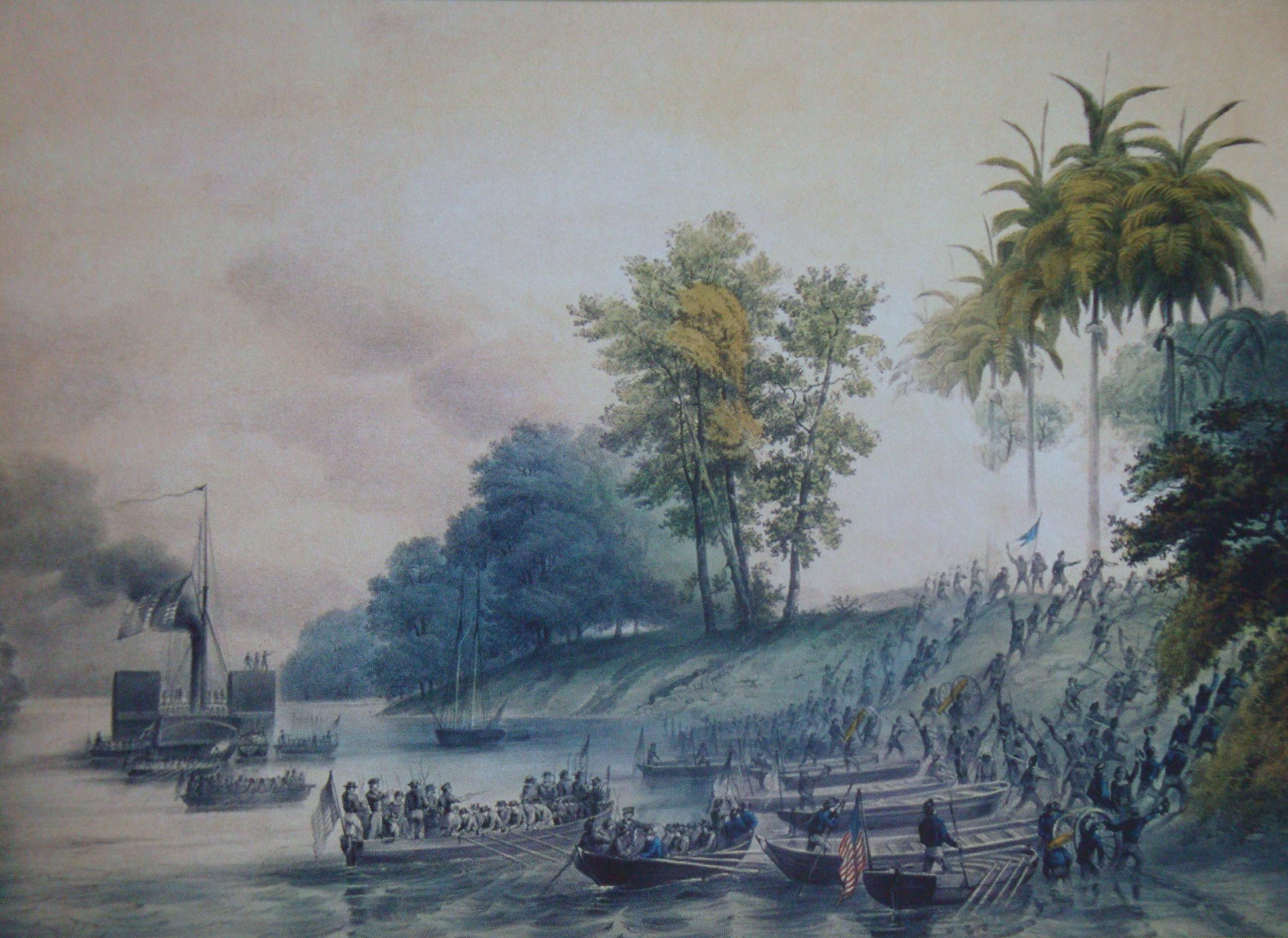
Segunda Batalla de Tabasco y toma de San Juan Bautista, capital de Tabasco, en 1847.

En el otro frente, el 16 de junio de 1847, nuevamente las tropas estadounidenses al mando de Matthew C. Perry, atacaron la capital tabasqueña San Juan Bautista, desarrollándose la Segunda Batalla de Tabasco, pero en esta ocasión sin víveres ni bastimentos militares suficientes, la capital cayó en poder de los estadounidenses y el Comodoro Perry nombró al general Vant Brunt Gobernador de Tabasco.

### La Defensa de Ciudad de México (19 de agosto - 13 de septiembre de 1847)
Después de quince meses de desastres y malas decisiones militares, tenían al ejército mexicano arrinconado y a un poderoso ejército invasor a las puertas de la capital de la República avanzando por los pueblos situados al sur. Después de que Scott tomó Puebla sin encontrar resistencia se dieron las importantes batallas de Lomas de Padierna, Churubusco y Molino del Rey.

### Lomas de Padierna
A las 10:50 p. m. del 18 de agosto de 1847, el Ejército Mexicano del Norte, comandado por el general Gabriel Valencia, fue derrotado en las Lomas de Padierna, al sur de Ciudad de México, con lo que desapareció el más fogueado de los contingentes que la nación podía oponer al invasor. Aunque Valencia había recibido órdenes de no atacar al enemigo mientras no llegara el grueso del ejército de Santa Anna, abandonó sus posiciones y atacó por su cuenta en un acto valeroso pero de flagrante indisciplina militar que arruinó los planes del alto mando mexicano.
Los soldados se batieron a lo largo del día 19 en la periferia de la ciudad (en el Pedregal de San Ángel, San Gerónimo, Anzaldo y otras posiciones), en terrenos de difícil acceso. Por su parte, las fuerzas del general Santa Anna llegaron apresuradamente a posiciones cercanas adonde se desarrollaba el combate. Al amanecer, las tropas seguían en sus posiciones, confiando en que el grueso del ejército atacaría la retaguardia enemiga, pero Santa Anna ordenó la retirada rumbo a Ciudad de México, abandonando a su suerte a los hombres del general Valencia.
Consumada la derrota, Santa Anna ordenó que las fuerzas se concentraran en la ciudad dejando en la retarguardia, forticada en el Convento de Churubusco, a la Guardia Nacional del Distrito Federal, integrada por voluntarios, así como el Batallón de San Patricio, formado en su mayoría por irlandeses que en 1846 habían desertado del ejército estadounidense.

### Convento de Churubusco: defensa heroica del general Pedro María Anaya
El convento de Churubusco fue atacado el mismo 20 de agosto. El desorden que reinaba en los mandos nacionales había hecho que el parque enviado al improvisado baluarte no fuera del calibre adecuado, por lo que, después de rechazar a los atacantes varias veces y de infligirles pérdidas cuantiosas, los defensores de Churubusco hubieron de rendirse al invasor. El general Pedro María Anaya defendió hasta donde pudo y con lo que tuvo. Cuando el general Twiggs le preguntó a Anaya dónde estaba el parque, pólvora, municiones, él le contestó: "Si hubiera parque, no estarían ustedes aquí."
Después, representantes de ambos gobiernos acordaron un armisticio para negociar el cese de la invasión. Al descubrir los mexicanos que Texas ya no era el motivo de la guerra, sino la pretensión estadounidense de obtener mayores territorios, se rompió la tregua el 6 de septiembre de 1847.

### Molino del Rey
El día 8 los estadounidenses avanzaron sobre Molino del Rey, cerca de Chapultepec, defendido por la Guardia Nacional, y en pocas horas, en una de las batallas más sangrientas de la historia de México, las tropas nacionales fueron vencidas. El cerco se cerró en torno al último bastión mexicano: el Castillo de Chapultepec, defendido por menos de mil hombres, entre los cuales había algunos cadetes del Colegio Militar, que ahí tenía su sede.

### Castillo de Chapultepec
El 13 de septiembre, luego de dos días de feroz bombardeo, los invasores asaltaron el Castillo. Al pie de la rampa fue destrozado el Batallón Activo de San Blas, muriendo su jefe el coronel Felipe Santiago Xicoténcatl, y casi todos sus soldados. Entonces los invasores avanzaron. Se creían vencedores cuando desde las alturas les dispararon certeramente los últimos defensores de la soberanía nacional: los jóvenes cadetes del Colegio Militar. 
El castillo de Chapultepec cayó en una defensa en la que intervinieron los jóvenes cadetes de ese plantel militar muriendo varios de ellos (los conocidos como Niños Héroes). Durante el asalto cayeron prisioneros los generales Mariano Monterde (director del Colegio Militar de México) y Nicolás Bravo (antaño héroe de la independencia). Una gran cantidad de civiles se levantaron en armas contra los invasores en Ciudad de México; sin embargo, sus esfuerzos fueron inútiles, al mismo tiempo que el gobierno central mexicano perdía el control del país.
La caída de Chapultepec tuvo dos consecuencias inmediatas: la ocupación por los estadounidenses de Ciudad de México y la nueva renuncia de Santa Anna a la presidencia de la nación.
Las batallas por Ciudad de México fueron el último acto de uno de los episodios más funestos de la historia nacional. Las divisiones internas, la pésima conducción militar, la ausencia de un mando político unificado e incluso las mezquindades y los egoísmos personales costaron al país la pérdida de más de la mitad de su territorio, dejándolo en bancarrota económico, política y moral de la que tardaría décadas en levantarse. Por otro lado, la obtención de ese territorio por Estados Unidos modificaría la historia de esa nación al convertirse en uno de los pilares de su creciente poderío económico para acelerar su carrera como potencia mundial.

#### Los Niños Héroes
Se llama Niños Héroes a seis cadetes mexicanos1 (su edad era de entre 12 y 18 años) que murieron en combate en la batalla de Chapultepec los días 12 y 13 de septiembre de 1847 durante la intervención estadounidense, en la que participaron 46 cadetes y fue defendida por 3000 soldados. De los cadetes muertos, cinco eran cadetes estudiantes y un cadete recién graduado Juan De La Barrera. Heroico Colegio Militar. De este grupo, la historia oficial posterior (con mayor notoriedad, en 1947)2 deformó en distintas etapas los hechos, con fines nacionalistas,2 para destacar a solo estos cinco estudiantes y al recién graduado del Colegio Militar, aunque también se destacó el coronel Felipe Santiago Xicoténcatl en 1947, poniendo sus restos al centro del Altar a la Patria.

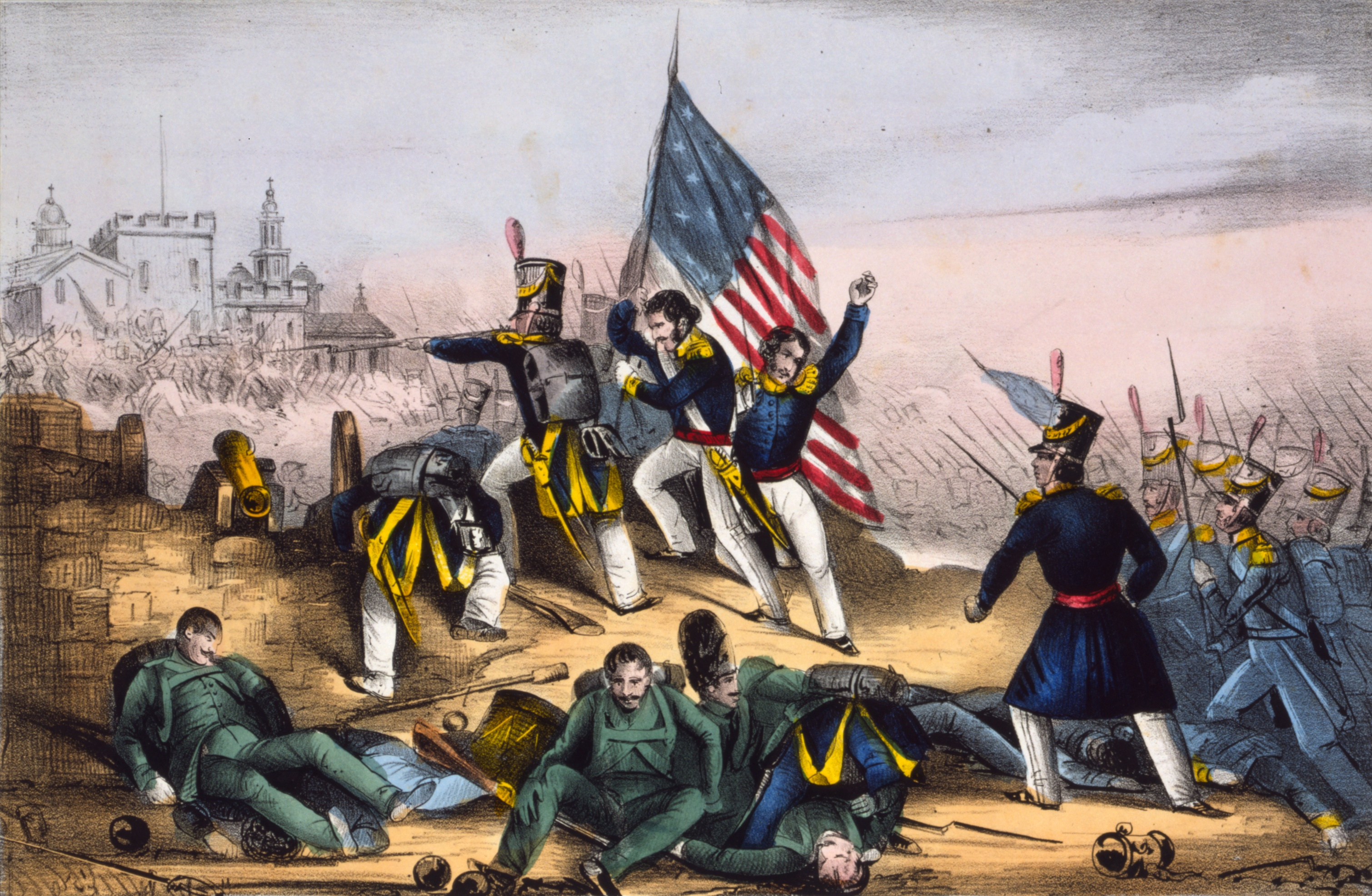
Defensa del castillo de Chapultepec

## Fin de la guerra

Negociaciones de la frontera México-Estados Unidos durante el Tratado de Guadalupe Hidalgo

El Tratado de Cahuenga, firmado el 13 de enero de 1847 en Los Ángeles, finalizó las disputas en California. El nuevo gobierno, encabezado por Manuel de la Peña y Peña, inició las negociaciones de paz con los Estados Unidos que culminaron con la firma del Tratado de Guadalupe Hidalgo, firmado en la villa homónima (hoy parte de la Ciudad de México) el 2 de febrero de 1848. El tratado fue redactado en su totalidad por Estados Unidos y otorgó a este país el control sobre Texas, el territorio en disputa entre México y Texas que comprendía toda la tierra al norte del río Bravo y los territorios conocidos como Alta California y Santa Fe de Nuevo México, apropiándose de lo que hoy son los Estados de Arizona, California, Nevada, Utah, Nuevo México y partes de Colorado, Wyoming, Kansas y Oklahoma (lo que se conoce como Cesión Mexicana). Para México significó la pérdida de más de 2 100 000 km² (más de 800 000 millas cuadradas) de tierra, el 55% de su territorio de entonces. A cambio, los Estados Unidos le darían 3 pagos y 15 100 000 de dólares como gastos de guerra y cubriría los daños sufridos por sus connacionales en México.
Los territorios anexados contenían aproximadamente 7000 habitantes mexicanos en Alta California y cerca de 100 000 habitantes en Nuevo México, aunque esta cifra solo incluye los de origen español. Muchas tribus indígenas hablaban español y no se contabilizaban en esos censos, por lo que la cantidad real de habitantes habría sido mucho mayor.
Según el historiador Jorge Majfud en su libro La Frontera salvaje. 200 años de fanatismo anglosajón en América latina, el ejército de James Polk pudo tomar todo México y, por un tiempo, el debate en la prensa y en el Congreso de ese país se centró en la conveniencia de hacerlo o no. Según Majfud, los mismos proesclavistas que promovieron la guerra contra México para tomar la mitad de su territorio hasta California se opusieron a tomar el "Old Mexico" porque estaba demasiado poblado y no querían contaminarse con una raza inferior. Por la misma razón, decidieron no anexar Cuba en 1898 y otras islas del Caribe, prefiriendo los protectorados y las bases militares como Puerto Rico y Guantánamo.

## Combatientes

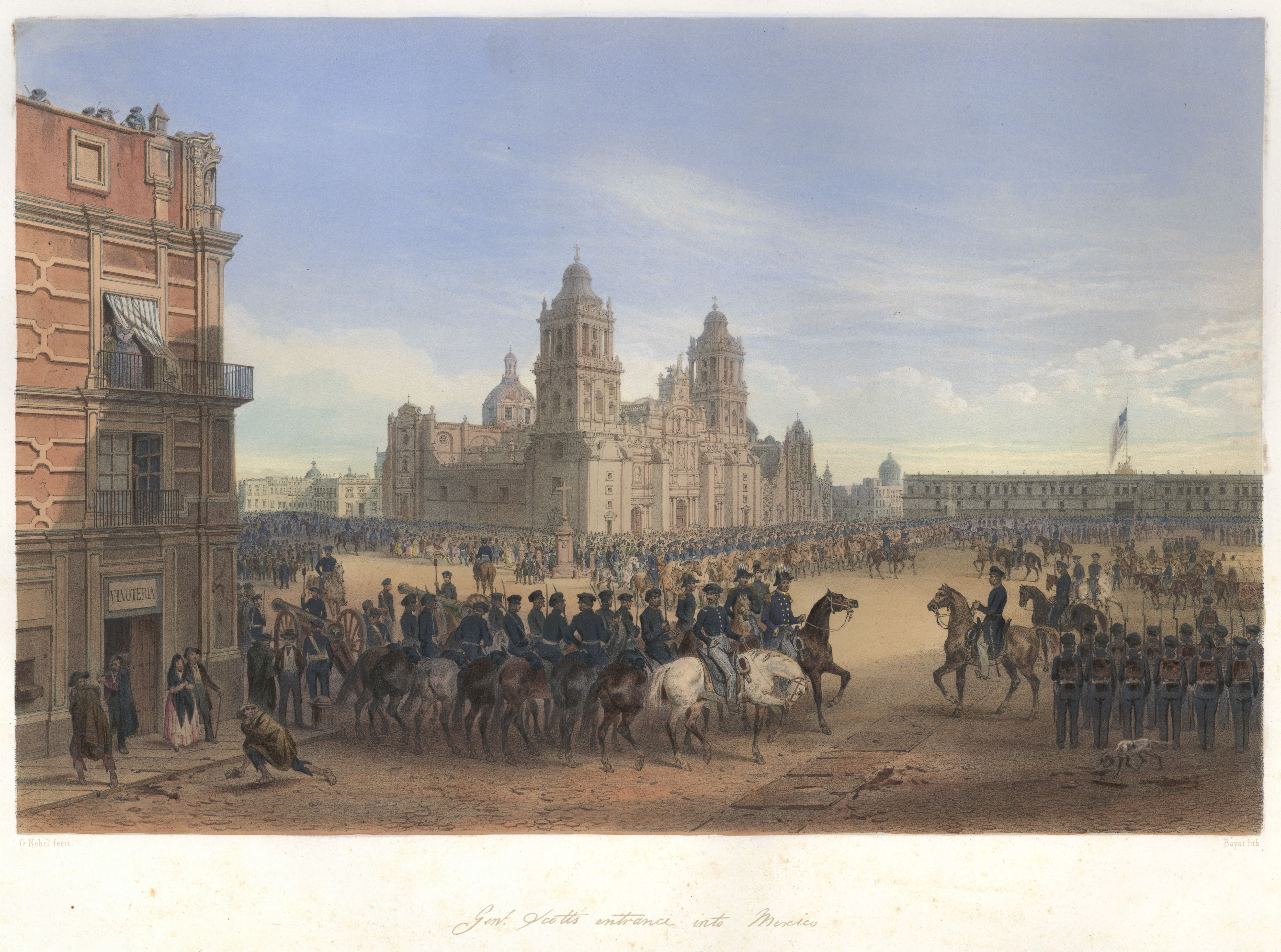
Ocupación estadounidense de Ciudad de México. La bandera de los Estados Unidos está encima del Palacio Nacional.

Durante el curso de la guerra, murieron 13 768 soldados estadounidenses, pero solo unos 1733 en combate; los demás fallecieron por enfermedades y condiciones insalubres, cosa bastante habitual en las guerras de la época. Se estima que murieron 25 000 soldados mexicanos, pero solo 16 000 murieron en combate, por enfermedades y otras causas. Del 30% al 40% de las bajas mexicanas permanecen de alguna manera en el misterio.

### Batallón de San Patricio
Un grupo notable de combatientes que es recordado de forma controvertida —como héroes en México, como traidores en Estados Unidos— fueron los integrantes del Batallón de San Patricio, un grupo de inmigrantes católicos (la mayoría de Irlanda), que abandonaron el ejército estadounidense desde los primeros encuentros bélicos y que se pasaron al lado mexicano. Hay quien les considera desertores; sin embargo, otras versiones históricas plantean que no lo fueron, sino que, en boca del historiador:

fueron leales a sí mismos, al sueño de ser libres que les había traído a América.

El cambio de bando se produjo por simpatía hacia la causa mexicana, a su vez que los irlandeses eran usados como carne de cañón por los estadounidenses. Esto trajo en ellos el recuerdo de la actuación inglesa en Irlanda, donde también fueron utilizados como carne de cañón por los británicos. Existía además un cristianismo católico compartido (al contrario de la sociedad estadounidense, mayoritariamente protestante). Muchos murieron en las sucesivas batallas de la guerra y los que fueron capturados fueron marcados como desertores y condenados a trabajos forzados, si se habían alistado antes de la declaración de guerra, o ahorcados, si lo hicieron después de ella. Se dieron instrucciones para que lo último que vieran fuese cuando se arriara la bandera mexicana y se izara la bandera estadounidense, en Chapultepec. Un gran número de estos combatientes fueron apresados ya en las últimas batallas y, entre el 10 y 13 de septiembre de 1847, fueron azotados y ahorcados en diversos grupos, tanto en los alrededores del pueblo de Mixcoac, como en un cadalso colectivo muy cerca de la actual Plaza de San Jacinto, un jardín ubicado en el barrio de San Ángel en la Ciudad de México, donde hoy se alza un monumento de tributo al batallón de irlandeses.
Según datos del Departamento de Asuntos de Veteranos de Estados Unidos, el último sobreviviente estadounidense de este conflicto, Owen Thomas Edgar, murió el 3 de septiembre de 1929, a la edad de 98 años. 

### Batallón de San Blas
Participó en la batalla de Cerro Gordo y en la batalla de Chapultepec. Durante la batalla de Chapultepec, vista la desorganización durante los primeros momentos de lucha, Santa Anna le ordenó a Felipe Santiago Xicoténcatl, junto con el Batallón de San Blas, menos una compañía, que acudiera al castillo para ayudar al general Bravo. Sin embargo, no pudieron llegar a la cima, y el batallón se batió con el enemigo en la falda y en la pendiente del cerro; eran 400 mexicanos contra 1000 estadounidenses, al mando de Pillow; no obstante, por momentos colocaron en aprietos a Pillow, quien tuvo que solicitar refuerzos a Worth.
El Batallón de San Blas luchó hasta desaparecer casi por completo. Solo 20 soldados sobrevivieron, sin jefe, sin oficiales y sin municiones. El coronel Xicoténcatl fue herido por 14 balas cuando se dirigía a salvar la bandera de su batallón; después, fue recogido por algunos soldados. Hasta hoy se conserva el lábaro impregnado con su sangre.
Chapultepec se perdió y Ciudad de México cayó en manos extranjeras. Solo el recuerdo de los héroes batidos en combate quedó en la memoria de los sobrevivientes. En 1853, cuando Santa Anna volvió a ocupar la presidencia, dedicó un homenaje a la memoria del Batallón de San Blas, elevando de grado a Felipe Santiago Xicoténcatl, de teniente coronel a coronel, por sus heroicas muestras de valor en su último combate.
El Batallón de San Blas fue disuelto por decreto oficial el 23 de octubre de 1855.

## Reacción estadounidense a la guerra

### Oposición a la guerra

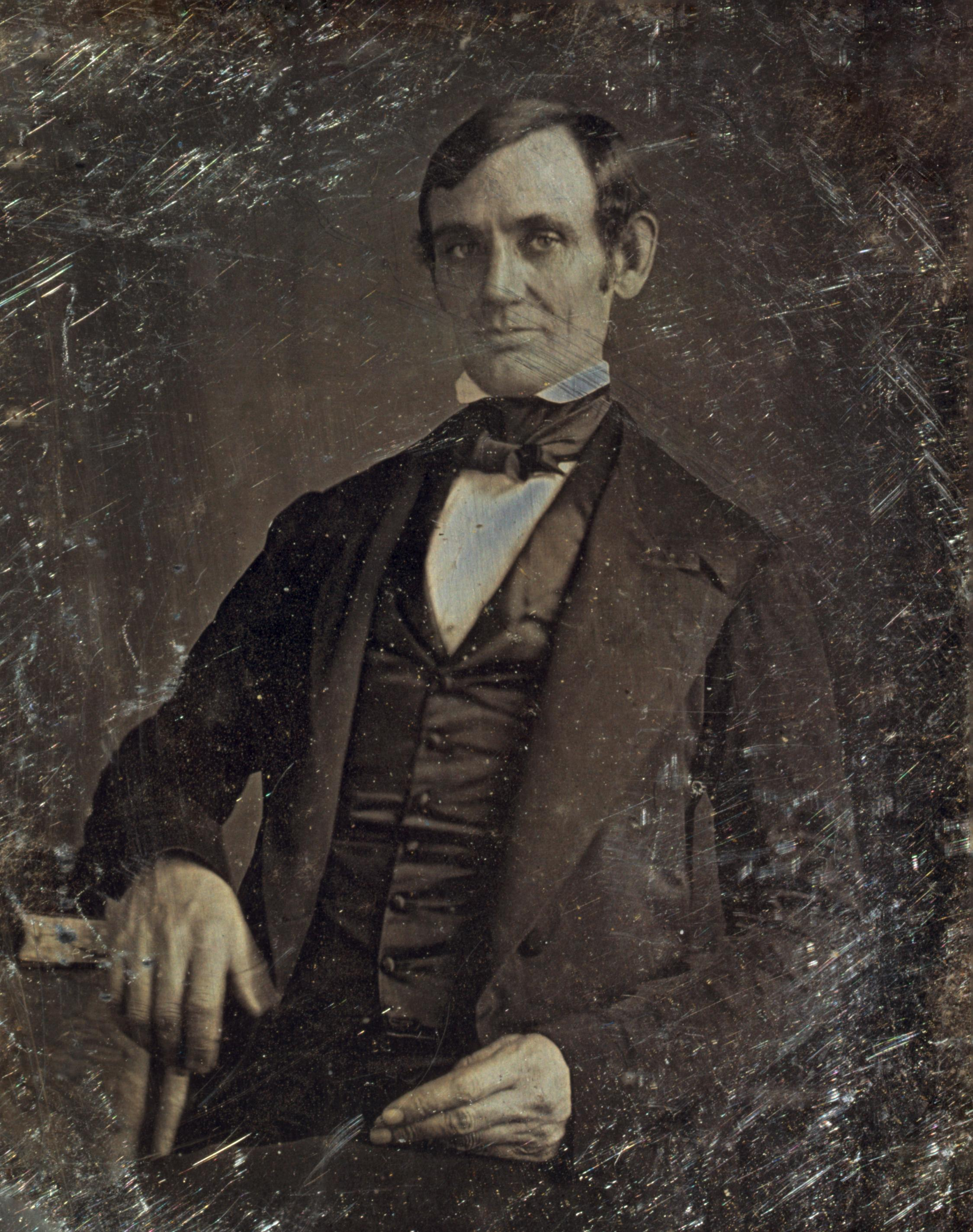
Abraham Lincoln a sus 30 años como miembro de la Cámara de representantes de Estados Unidos y opositor a la guerra. Foto tomada por uno de los estudiantes de derecho de Lincoln, alrededor de 1846.

En los Estados Unidos, el cual cada vez se dividía más, la guerra era un tema partidario. La mayoría de los Whigs en el norte y el sur del país se oponían a la guerra; la mayoría de los demócratas la apoyaban. Los demócratas del sur, quienes se animaban con la doctrina del destino manifiesto, apoyaban la guerra con la esperanza de añadir territorio al sur, el cual sería territorio donde la esclavitud sería legal, y así evitar ser superados numéricamente por la población creciente del norte. John L. O'Sullivan, editor del periódico The Democratic Review, introdujo esta frase en su contexto, afirmando que "es nuestro destino manifiesto sobre-extender este continente que se nos ha sido asignado por la providencia para el desarrollo libre de nuestros millones que se multiplican anualmente."

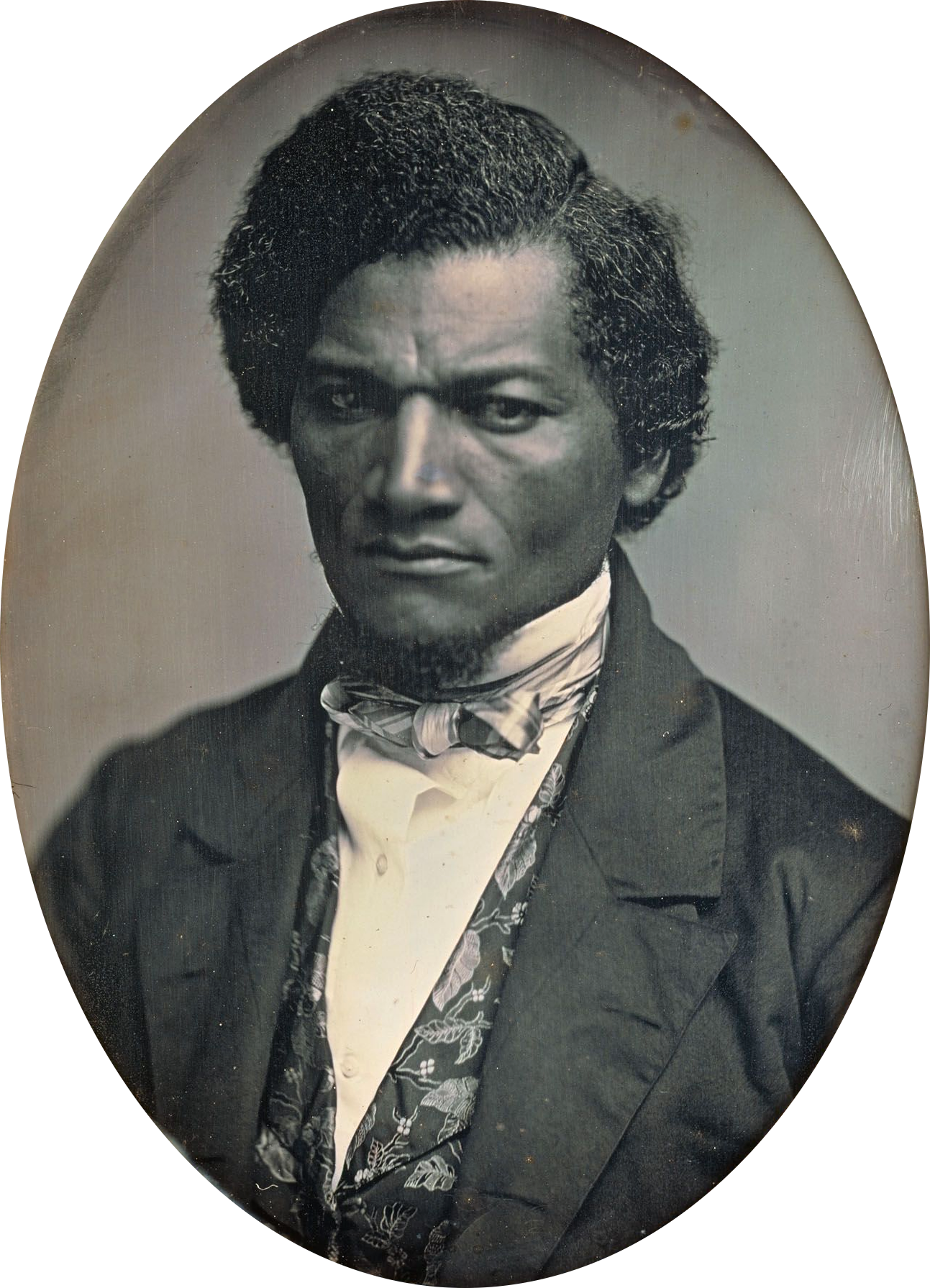
Frederick Douglass, poderoso antiesclavista afroamericano (circa 1847-1852), que se opuso a la guerra en contra de México.

Los elementos de la antiesclavitud del norte temían la expansión del poder de los esclavistas. Los Whigs, en general, estaban interesados en poder fortalecer la economía estadounidense por medio de la industrialización, no en adquirir más territorio. Entre los más fuertemente opuestos en la cámara de representantes estaba John Quincy Adams de Massachusetts. Adams por primera vez dejó saber su preocupación de expandir el territorio estadounidense en 1836 cuando se opuso a la anexión de Texas. Siguió con sus argumentaciones hasta el año 1846 por la misma razón de que la adquisición de territorio al sur del país agregaría territorio a los estados esclavistas. Cuando el voto para ir a la guerra en contra de México llegó a la cámara de representantes en mayo 13, Adams grito su voto de "NO". Solamente otros 13 representantes siguieron su ejemplo. 
El exesclavo Frederick Douglass se opuso a la guerra y se decepcionó al ver la debilidad del movimiento en contra de la guerra. "La determinación de nuestro presidente esclavo-teniente, y la probabilidad de su éxito en exprimir del pueblo dinero y hombres para hacerlo se ha hecho evidente por la poca oposición dispuesta en contra de él. Nadie parece estar dispuesto a adoptar su postura en pro de la paz a toda costa."
Los demócratas querían más territorio. Demócratas del norte fueron atraídos por las posibilidades que traía el noroeste lejano. Joshua Giddings dirigió un grupo de protestantes en Washington D. C. Llamó la guerra en contra de México una guerra "agresiva, impía e injusta" y voto en contra de suplementar soldados y armamento. Él dijo: "En el asesinato de Mexicanos en su propia tierra o el de robarles su tierra, no puedo formar parte, ni hoy ni mañana. La culpa de estos crímenes restará en otros. No participaré en esto."
Otro whig, Abraham Lincoln, dudó de la causa de guerra y demandó saber exactamente dónde fue atacado Thornton y dónde fueron muertos almas estadounidenses. "¡Muéstrenme el lugar!", demandó. En el Senado, Thomas Corwin, un Whig de Ohio, dio un discurso largo en el que predecía una guerra para la presidencia en 1847.
El líder de los whigs, Robert Toombs, de Georgia dijo: "Esta guerra es indescriptible [...] Culpamos al presidente de la usurpación del poder para hacer guerra[...] del robo de un país[...] el cual había existido por siglos y que ahora estaba bajo el dominio de los mexicanos. Dejemos ahora poner un alto a esta codicia. Tenemos territorio suficiente como los saben los cielos." 
Abolicionistas del norte tildaron la guerra como un intento de los esclavistas para fortalecer las leyes de la esclavitud y así asegurar su influencia sobre el gobierno federal. Actuando en pro de sus convicciones, Henry David Thoreau fue encarcelado por no pagar sus impuestos para apoyar la guerra, y escribió su composición famosa Desobediencia civil.
El senador demócrata David Wilmot introdujo la enmienda Wilmot, la cual buscaba prohibir la esclavitud en los territorios adquiridos de México. Esta enmienda no paso, pero sirvió para empeorar las relaciones entre senadores del norte y del sur.

### Defensa de la Guerra
Además de alegar que las acciones de las fuerzas militares de México en los territorios disputados al norte del río Bravo constituían un ataque en tierra estadounidense, los defensores de la guerra consideraban los territorios de Nuevo México y California como apenas parte de México y con relaciones ligeras al país. Su punto de vista era de que estos territorios estaban despoblados, ingobernados, y desprotegidos de otros pueblos fronterizos, cuyas poblaciones, las pocas que había, eran mayormente provenientes de Estados Unidos. Aún más, temían que estos territorios fueran adquiridos por los rivales ingleses, los cuales ya tenían territorio justo al norte de California. 
El presidente James K. Polk sacó a relucir estos puntos en su tercer discurso anual al congreso el 7 de diciembre de 1847. En este, escrupulosamente detalló su punto de vista y el de su gabinete en cuanto a los orígenes del conflicto, las medidas que habían tomado los Estados Unidos para evitar hostilidades, y la justificación por haber declarado guerra en contra de México. También trató el tema de las deudas financieras que el gobierno Mexicano aún tenía que pagarle a varios ciudadanos privados estadounidenses. En vista de la insolvencia Mexicana, la cesión de gran parte de su territorio norteño parecía ser el único reparo realista que serviría para compensación. Estos argumentos convencieron a los demócratas a unirse detrás de él, lo que aseguró que sus propuestas en pro de la guerra pasarían por el senado exitosamente, y esto a su vez, reforzó el apoyo común entre el país estadounidense.

### Reacción de la prensa

War News from Mexico (Noticias de Guerra de México) 1848

La prensa se dedicó a crear entusiasmo por la guerra. El litógrafo Richard Caton Woodville satiriza, en War News From Mexico (Noticias de guerra de México), las reacciones de varios segmentos de la población estadounidense. El litógrafo se considera en general desfavorable a las motivaciones de la guerra proesclavistas.
La cobertura de la guerra fue un desarrollo importante en los Estados Unidos ya que los jornaleros así como soldados que peleaban en la guerra, por primera vez daban cobertura independiente de la guerra en el extranjero. Durante la guerra, inventos como el telégrafo, crearon maneras nuevas de comunicación que actualizaban al pueblo con noticias de testigos de los eventos. Uno de los reporteros más importantes fue George Wilkins Kendall, un norteño que escribía para el periódico Nuevo Orlandés, Picayune y cuya colección de correspondencia de soldados llamada Dispatches from the Mexican War (Cartas de la Guerra Mexicana) constituyen una importante fuente primaria del conflicto. Con más de una década de experiencia de reportar crímenes urbanos, la prensa se dio cuenta del gran apetito del público por noticias sensacionalistas sobre la guerra. Estas noticias podían diseminarse rápidamente y de modo barato, ya que la revolución estadounidense de la imprenta había precedido a la guerra. Esta fue la primera vez en la historia estadounidense en la cual las historias contadas por periodistas, en vez de las opiniones de los políticos, tuvieron más influencia sobre la opinión del pueblo. Al igual que el periodismo que escribía reportes, también había artistas de guerra, los cuales introducían una dimensión visual a la guerra. Unas de las imágenes más famosas fueron creadas por Carl Nebel.
Al recibir reportes constantes de los campos de batalla, mucha gente en los Estados Unidos llegaron a sentirse unidos como comunidad. Noticias de la guerra siempre causaban emoción extraordinaria. En la primavera de 1846, las noticias de las victorias de Zachary Taylor en Palo Alto atrajo una multitud a celebrar en el pueblo de Lowell, Masssachusetts. Nueva York celebró las victorias gemelas de Veracruz y Buena Vista en mayo de 1847. Entre fuegos artificiales e iluminaciones hubo una gran marcha de 400,000 personas. Los generales Taylor y Scott se convirtieron en héroes y después llegaron a ser contendientes para la presidencia estadounidense.

## Implicaciones políticas de la guerra contra México
- México perdió el 50% de su territorio durante la guerra, cediéndolo a Estados Unidos. Antonio López de Santa Anna se exilió en la colonia británica de Jamaica.[36]
- En Estados Unidos, la victoria en la guerra trajo un surgimiento de patriotismo y con la adquisición de los territorios al oeste —en 1846, Estados Unidos había adquirido la parte sur de Oregón— parecía cumplirse con las creencias del «destino manifiesto».
- Mientras que el filósofo y escritor Ralph Waldo Emerson rechazó la guerra como un «medio de obtener el destino de Estados Unidos», tuvo que aceptar que «la mayoría de los grandes resultados de la historia se han logrado por medios indignos». La guerra hizo de Zachary Taylor un héroe nacional, un partidario whig sureño, quien fue elegido presidente en las elecciones de 1848.
- Sin embargo, este período de euforia nacional no duraría mucho tiempo. La guerra había sido ampliamente respaldada en los estados sureños pero fue rechazada por los estados del norte. Esta división se desarrolló extensamente debido a las expectativas de cómo la expansión de Estados Unidos afectaría al tema de la esclavitud.
- En ese tiempo, Texas reconoció la institución de la esclavitud, pero México no lo hizo (la esclavitud estaba prohibida en México desde la firma de la constitución federal de 1824). Muchos abolicionistas (antiesclavistas) norteños vieron la guerra como un intento de expandir la esclavitud y asegurar su influencia continua en el gobierno federal por parte de los dueños de esclavos. El escritor estadounidense Henry David Thoreau publicó su ensayo Desobediencia civil y rehusó a pagar impuestos para solventar la guerra debido a que la consideraba una guerra injusta y de intereses imperialistas.
- Durante el primer año de la guerra, el congresista demócrata David Wilmot introdujo una ley que prohibía la esclavitud en cualquier territorio capturado de México. Esta ley, que se conoció como el Proviso (cláusula) Wilmot, causó una protesta inmediata de los sureños en ambos lados del congreso, siendo un precedente de la Guerra de Secesión.
- Para los sureños parecía que el norte estaba dispuesto a abandonar la paridad dentro del senado y la cláusula de Wilmot encendió la hostilidad entre las dos secciones. La ley por sí misma fue aprobada por la Casa de Representantes pero falló en el Senado, con ambos votos en las líneas seccionales.
- En 1848 los demócratas (pro esclavistas) propusieron una nueva solución al tema de cuáles territorios podrían tener permiso de esclavitud, conocida como «soberanía popular». Esto permitía a los votantes dentro del territorio a determinar por ellos mismos si permitirían la esclavitud dentro de su territorio. La ley de Kansas-Nebraska en 1854 hizo más popular la soberanía popular de las tierras, deshaciendo el Compromiso de Misuri. En protesta de estas acciones, el Partido Republicano se organizó ese año con oponentes de la expansión de la esclavitud.
- Ulysses S. Grant, que sirvió en la guerra bajo el mando de Scott, consideraría más tarde que esta guerra fue una de las causas de la guerra civil estadounidense: «La ocupación, separación y anexamiento [de Texas] fue... una conspiración para adquirir territorio del cual los estados esclavistas pudiesen formar una Unión Americana».

El también dijo No creo que haya habido una guerra más injusta como la que Estados Unidos le hizo a México, era seguir el mal ejemplo de las monarquías europeas.
- Muchos de los altos rangos de la guerra de Intervención pelearon en la posterior Guerra de secesión, incluyendo a Grant, Ambrose Burnside, George McClellan, Stonewall Jackson y Robert E. Lee.

## Algunas causas de la derrota de México

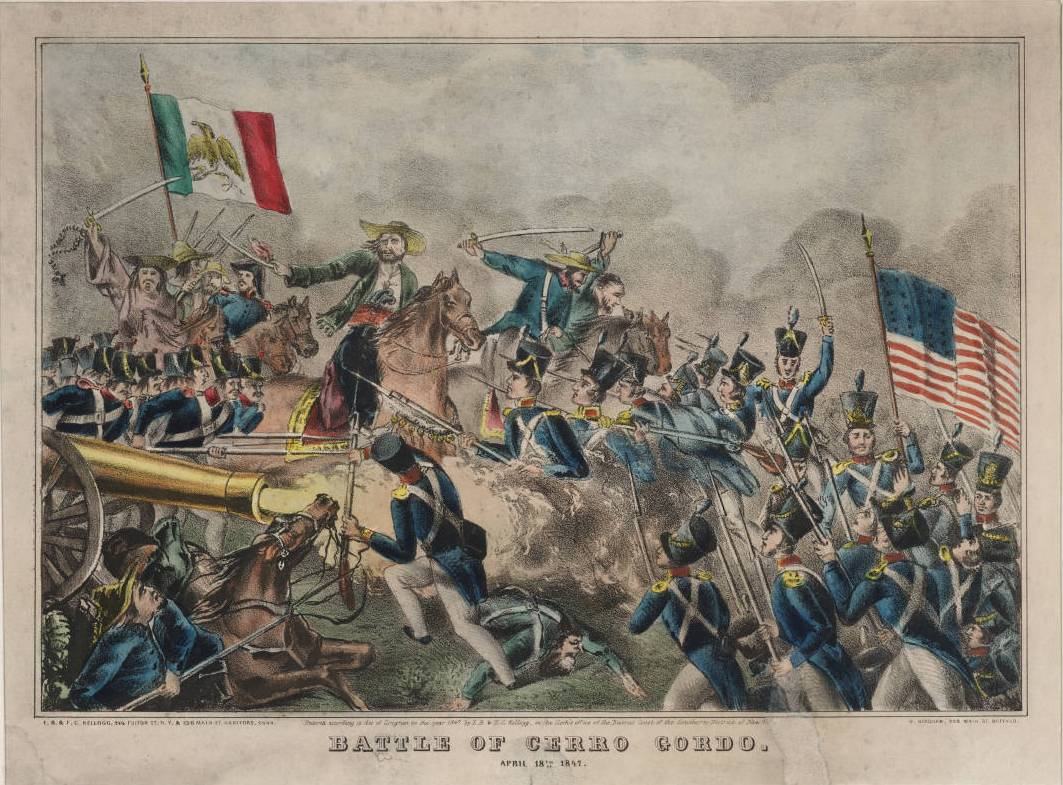

- La mayor población de Estados Unidos - (20 000 000 contra 9  000 000 de personas en México) Estados Unidos, al estar más cerca de Europa y al ser un país abierto a la inmigración, tenía una población mayor. Además la previa adquisición de Luisiana con tierras fértiles hizo que la población aumentara. En cambio en México el nivel de población permaneció estático debido a los años que duró la guerra de independencia. Además se restringía la inmigración a católicos. La mayor parte de los territorios al norte del Río Bravo eran desérticos y estaban poblados de gente nativa hostil, condiciones poco favorables para la colonización.
- La paz - A excepción de la Guerra de 1812, Estados Unidos tuvo un periodo de paz y estabilidad política que duró muchos años. En México los conflictos internos políticos fueron siempre constantes.
- La superioridad de armamento estadounidense - El fusil estándar de la época en México fue el Brown Bess, que ya había sido puesto fuera de servicio por el Reino Unido, además de excedentes de las guerras Napoleónicas.
- Munición - Mientras Estados Unidos empleaba máquinas que podían fabricar bolas de plomo a razón de 40 000 por día/trabajador, México utilizaba talleres artesanales operados por civiles que en una gran cantidad de ocasiones entregaban munición inútil que se atascaba en los cañones debido a la utilización de “moldes fríos”, mal alineados y en mal estado. La falta de munición, el abastecimiento de suministros y la pésima calidad de la pólvora también fue un problema para México durante toda la guerra.[38]
- Calidad de las armas - La artillería estadounidense era superior y tenía a su disposición mayor variedad de municiones, desde bolas sólidas de plomo, proyectiles explosivos hasta botes de metralla. Disparaban hasta cinco veces más rápido que su contraparte mexicana, los pesados y obsoletos cañones “Griveaubal”.
- Fábricas - Estados Unidos era una nación sumergida de lleno en la revolución industrial, México era un país fundamentalmente agrícola, así que mientras el país del Norte fabricaba su propio armamento en una cantidad superior, el ejército mexicano se tenía que conformar con sus reservas de armas usadas vendidas por los europeos a precio de descuento.[39]
- Poco apoyo - Solo siete de los diecinueve estados de la Federación Mexicana contribuyeron con hombres, armas y dinero para la defensa nacional.
- Desproporción naval - México tenía solo 15 embarcaciones de guerra mientras Estados Unidos poseía alrededor de cien. Esto les permitió apoderarse de las aduanas y estrangular el comercio marítimo internacional de México. Además desembarcaba hombres en cualquier punto de la república a su placer.